# Mălini
Mălini es una comuna ubicada en el distrito de Suceava, Rumania.

## Superficie
Posee una superficie de 151,5 kilómetros cuadrados.

## Demografía
Hasta 2021 la población era de 6689 habitantes, con una densidad de población de 44,14 habitantes por kilómetro cuadrado.